# Ulica Stanisława Worcella we Wrocławiu

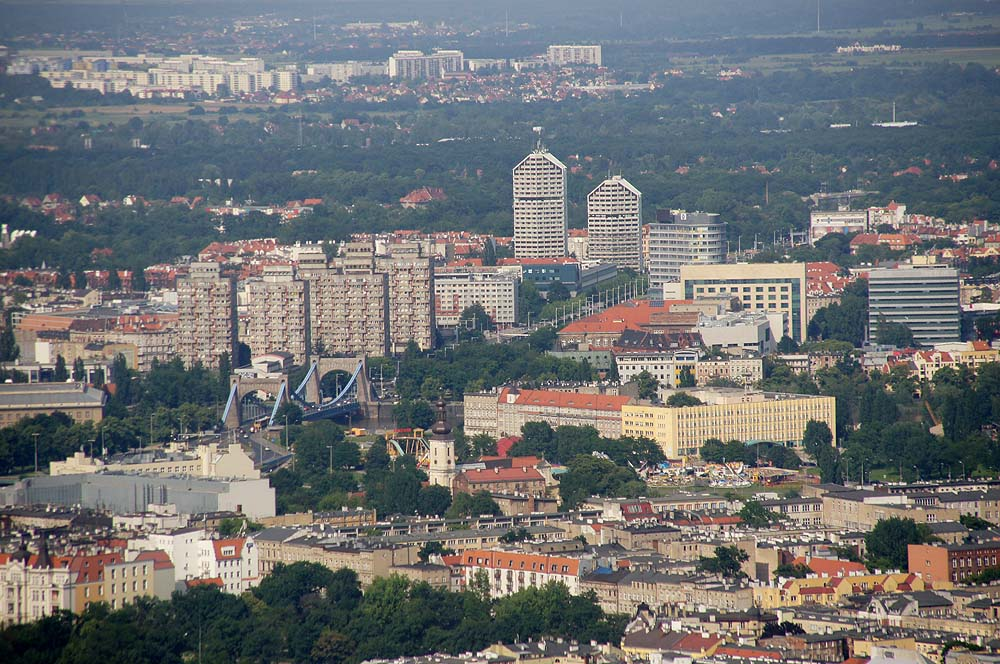
Dół zdjęcia: skwer Z. Krasińskiego i zabudowa Przedmieścia Oławskiego

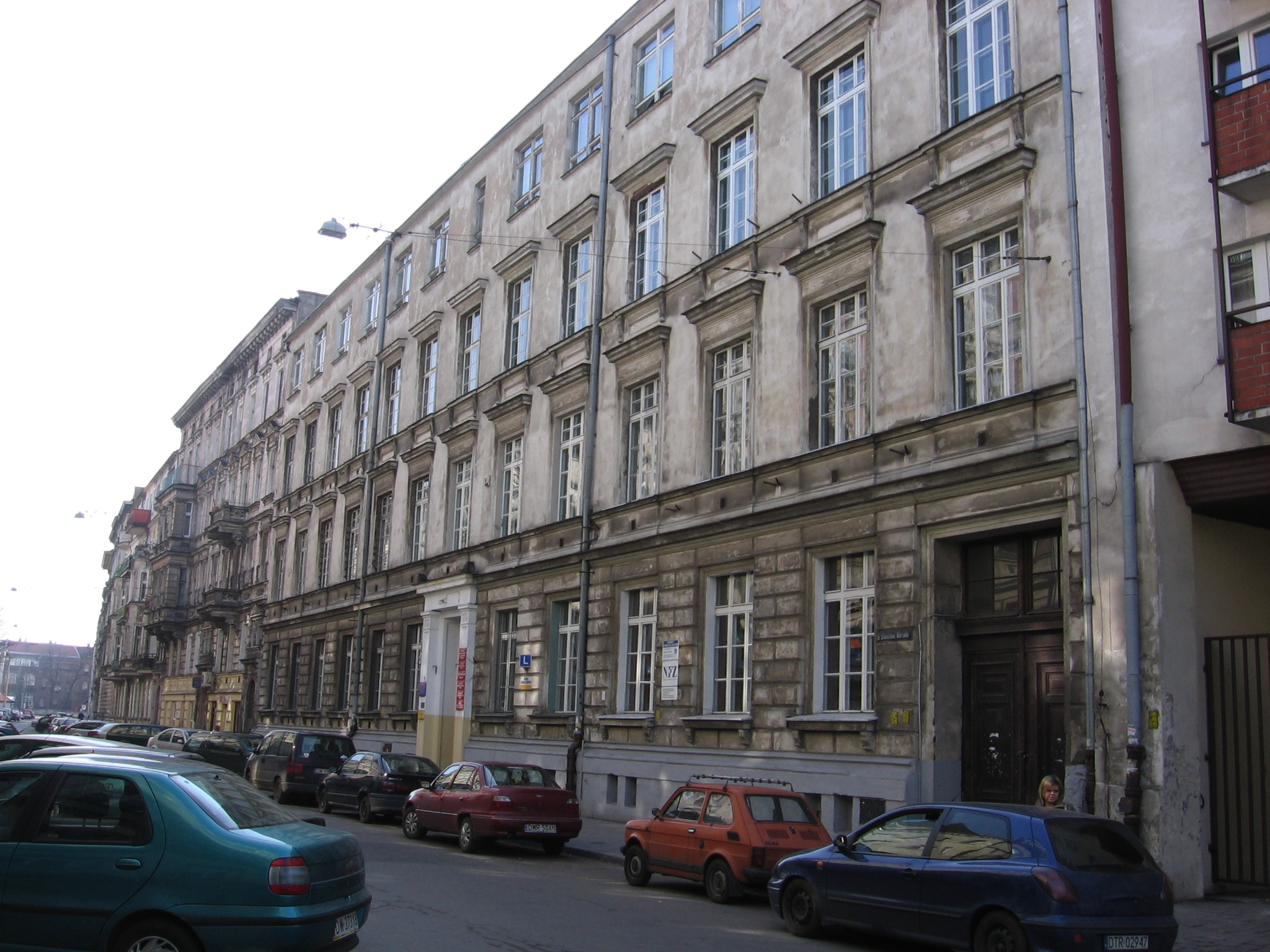
Pierzeja południowa od nr 3

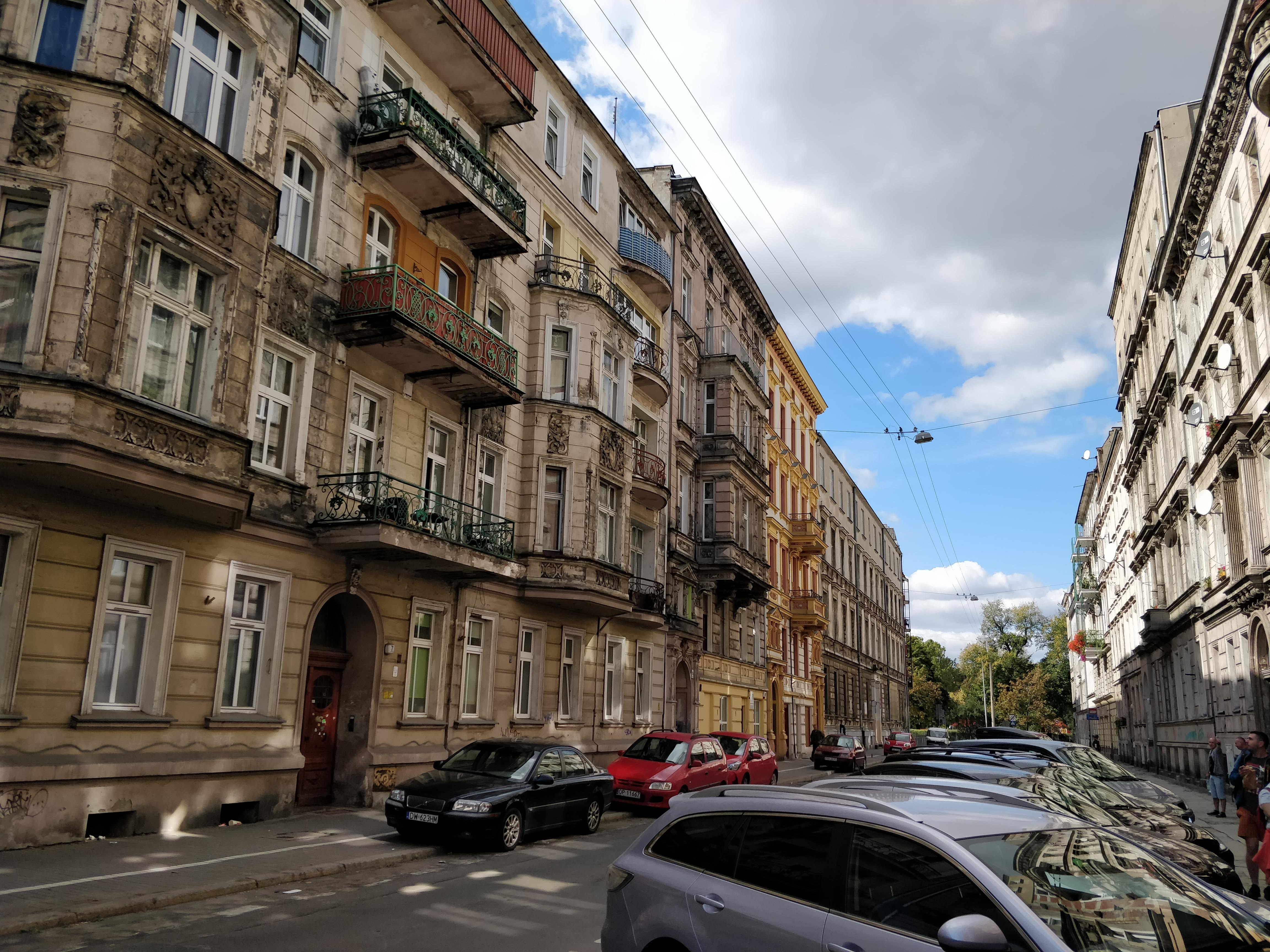
Od nr 14 w kierunku ul. Z. Krasińskiego

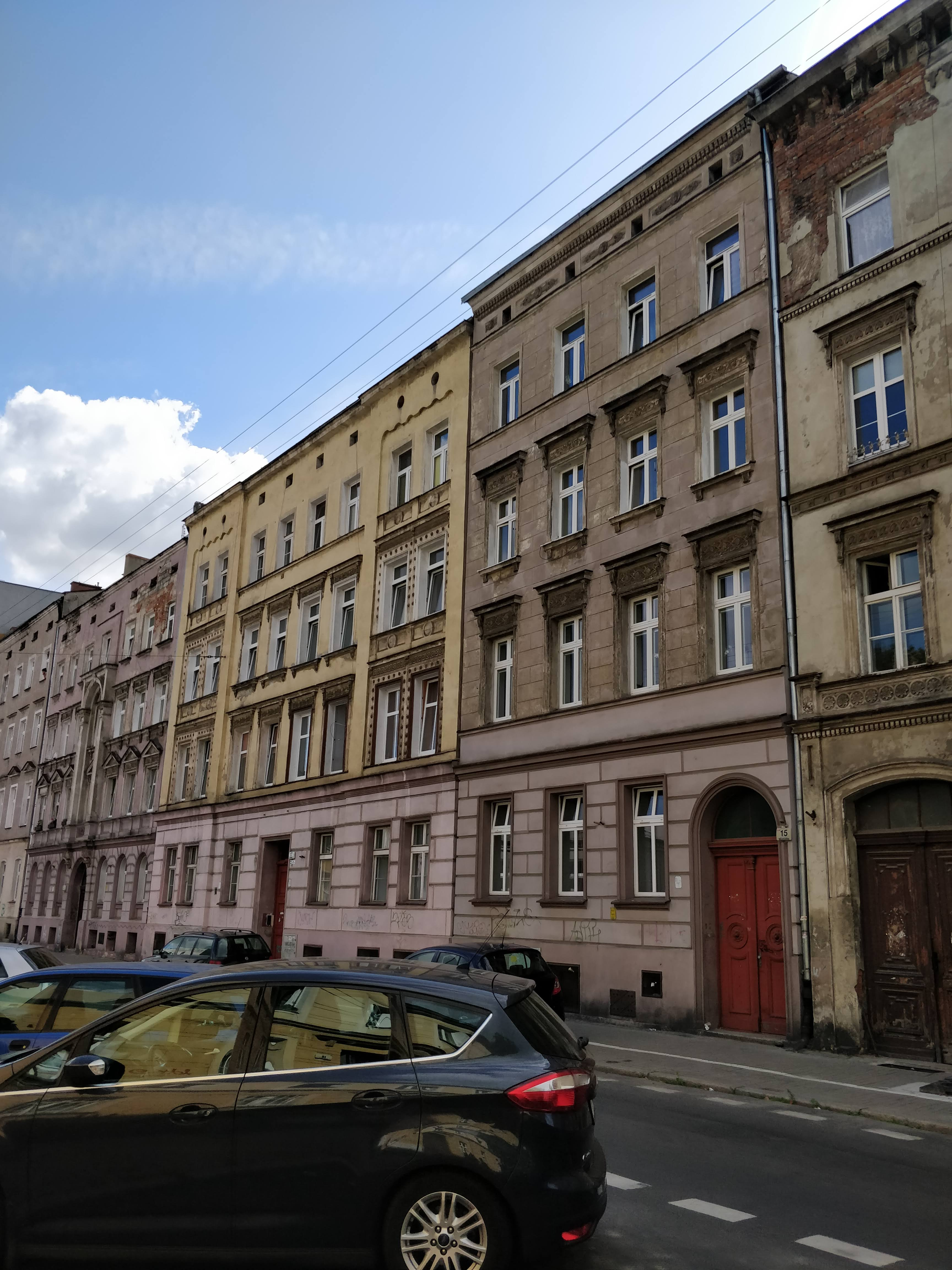
Nr 15, 17 i 19

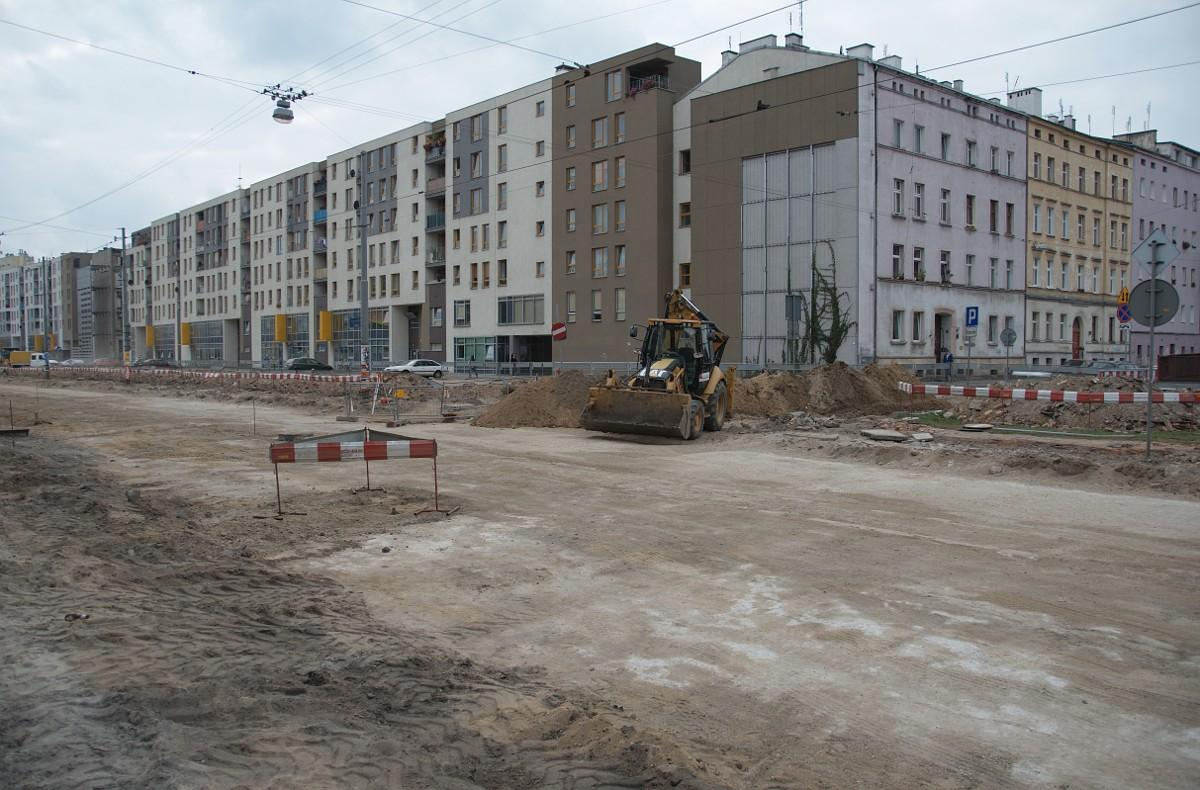
Budynki ul. K. Pułaskiego 44-46 (po lewej) i St. Worcella 33, 31 (po prawej)

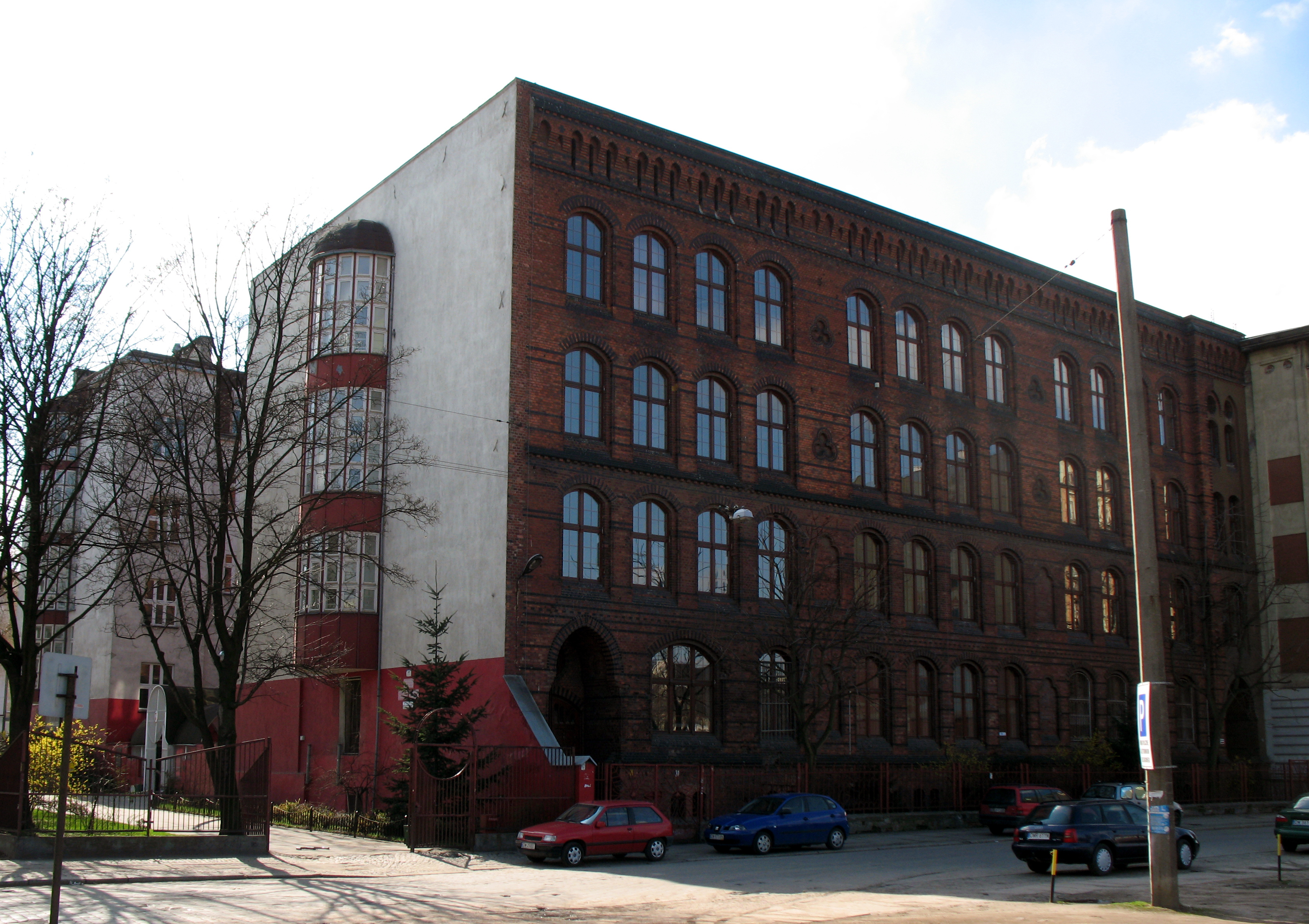
LO XIII, w tle budynek szkolny ul. St. Worcella 32-36

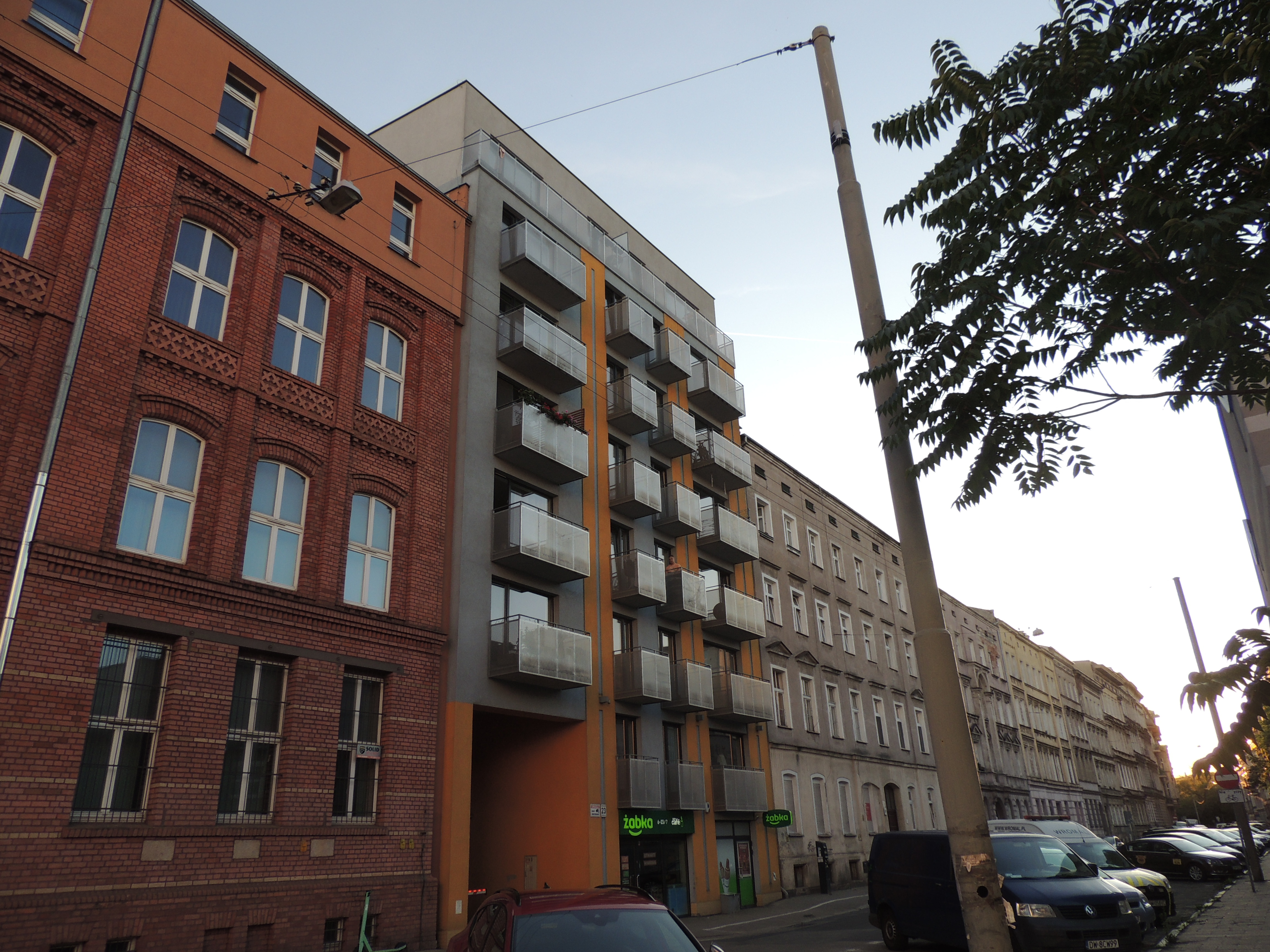
Nr 23

Ulica Stanisława Worcella – ulica położona we Wrocławiu na osiedlu Przedmieście Oławskie, a wcześniej w dawnej dzielnicy Krzyki. Biegnie od ulicy Zygmunta Krasińskiego do ulicy gen. Kazimierza Pułaskiego. Jest drogą gminną, która ma 383 m długości. Przebiega przez teren zabudowy śródmiejskiej, który jako obszar objęty jest ochroną i wpisany jest do  rejestru zabytków. Przy ulicy znajdują się między innymi budynki wpisane do gminnej ewidencji zabytków, w tym kamienica i kaplica ujęte w rejestrze zabytków. Ponadto mieszczą się tu takie instytucje jak Zespół Szkół Ekonomiczno-Administracyjnych oraz Dolnośląska Biblioteka Pedagogiczna.

## Historia

### Przed powstaniem ulicy
Ulica przebiega przez teren stanowiący niegdyś przedpole dla fortyfikacji miejskich. Już na planie Wernera z 1562 r. na śladzie dzisiejszej ulicy Stanisława Worcella zaznaczona była droga biegnąca z zachodu na wschód. Stanowiła ona nienazwany trakt wśród terenów wolnych od zabudowy. Pierwszy raz nazwa dla niego pojawia się na planie z 1741 r. jako Droga Rajska.
Na zachodnim krańcu tej drogi założono 1777 r. pierwsze cmentarze, następnie kolejne. Były to począwszy od północy 3 cmentarze protestanckie: św. Bernardyna (do 1868 r.), św. Krzysztofa (do 1891 r. ?),  Zbawiciela (do 1867 r.), oraz cmentarz katolicki św. Doroty (czynny w latach 1816-1861). Od 1888 r. teren był sukcesywnie przekształcany w skwer z placem zabaw dla dzieci, następnie w 1892 r. według projektu H. Richtera, przed 1945 r. modernizowany, oraz gruntownie poddany rewaloryzacji po 2000 r.. Obecnie nosi nazwę Skweru Zygmunta Krasińskiego i przeznaczony jest na zieleń parkową z dopuszczeniem lokalizacji określonych obiektów parkowych, takich jak ogrody zimowe, altany, pergole, oraz toalety ogólnodostępne.

### Powstanie i rozwój ulicy do 1945 r.
W 1808 r., po zburzeniu w 1807 r. fortyfikacji miejskich, obszar ten został włączony do miasta, jako Przedmieście Oławskie (Ohlauer Vorstadt), a sama droga z czasem otrzymała miano ulicy. Zabudowa posesji położonych przy ulicy rozpoczęła się od 1840 r. Prowadzono także prace związane z jej poszerzeniem (do 50 stóp) i właściwym urządzeniem, w tym brukowaniem, które zakończyły się w 1857 r..
Po północnej stronie ulicy w 1845 r. powstał zespół budowlany fabryki oleju (Vereinigte Breslauer Ölfabriken Actien Gesellschaft.) pod numerem 16-18 (oraz Józefa Haukego-Bosaka 19-23). W 1910 r. powstały kolejne budynki. Fabryka została zamknięta, a od 1928 r. przystąpiono do projektu budowy dużej szkoły dla dziewcząt (Berufsschule) przy ulicy Józefa Haukego-Bosaka (Clausewitzstrasse) pod numerami 19-23, roboty budowlane prowadzono w latach 1929-1930 – współcześnie Zespół Szkół Teleinformatycznych i Elektronicznych imienia Polskich Zwycięzców Enigmy przy ulicy Józefa Haukego-Bosaka 21. Natomiast z dawnej fabryki przy ulicy Stanisława Worcella 18 zachował się budynek biurowy, obecnie z funkcją mieszkalną. Podawane są informacje, że istniały plany rozbudowy szkoły o skrzydło położone wzdłuż ulicy Stanisława Worcella. 
W 1860 r. kupiec Henryk Krakowski wystąpił z wnioskiem wytyczenia dwóch nowych ulic w kwartale ulicy Stanisława Worcella, gen. Kazimierza Pułaskiego (Brüderstrasse), gen. Romualda Traugutta (Klostestrasse) i Zygmunta Krasińskiego (Feldstrasse). Mały by to być dwie krzyżujące się przecznice. Jedna z nich miała przebiegać równolegle do ulic Stanisława Worcella i gen. Romualda Traugutta w układzie wschód-zachód, a druga miała przebiegać równolegle do ulic gen. Kazimierza Pułaskiego i Zygmunta Krasińskiego w układzie północ-południe, łącząc ulicę Stanisława Worcella z ulicą Romualda Traugutta. Fakt, iż teren ten obejmował prywatne działki utrudniał realizację tego projektu i z przedłożonego wniosku udało się zrealizować z pewną trudnością jedynie ulicę równoległą do ulicy Stanisława Worcella, która dziś nosi miano ulicy Józefa Haukego-Bosaka.
Przy ulicy w latach 1865-1868 pod numerem 3 zbudowano Gimnazjum św. Jana (Stadtisches Johannes-Gymnasium und Mittelschule). Projekt budynku szkolnego opracował Carl Zimmermann, przy czym określone prace prowadzono także w latach późniejszych: 1912 r., 1927 r. Kolejnym etapem rozwoju szkoły była budowa w 1890 r. sali gimnastycznej tym razem według projektu Richarda Plüddemanna. Z kolei w latach 1912-1913 r. wg projektu Fritza Behrendta dla potrzeb szkoły zbudowano drugi budynek. Oba późniejsze budynki powstały we wnętrzu kwartału, w przeciwieństwie do pierwszego, który współtworzy południową pierzeję ulicy. W 1934 r. gimnazjum zostało zamknięte, a w budynkach otworzono nową placówkę szkolną – Theodor-Körner-Schule. W zespole budynków mieści się współcześnie Zespół Szkół Ekonomiczno-Administracyjnych imienia Marii Dąbrowskiej.
Pod numerem 25-27 w 1870 r. zbudowano Szkołę Elementarną (Elementarschulhaus) oraz Miejskie Muzeum Szkolne (Städtische Schulmuseum). Od 2007 r. do budynku przeniesiono Dolnośląską Bibliotekę Pedagogiczną, przy czym w 2009 r. zakończono gruntowny remont przystosowujący obiekt do potrzeb tej instytucji.
Ponadto w budynkach pod numerem 9 znajdowała się Mittelschule.
Z kolei w latach 1901-1902 zbudowano na parceli pod numerem 28a kaplicę dla Kościoła Staroreformowanego. Określana jest jako najpóźniejsza budowla w stylu neogotyckim we Wrocławiu. Wskazuje się przy tym na rzadkie tak późne zastosowanie form neogotyckich w wersji angielskiej. Z powodów trudności finansowych w 1920 r. kapica została sprzedana na rzecz Kościoła Ewangelicko-Metodystycznego. Kapica ta przez to zgromadzenie użytkowana także była po wojnie jako Kościół Pokoju Bożego. W 1999 r. liczyło około 60 członków. W 1985 r. wskazywano na bardzo zły stan techniczny obiektu. W tamtym czasie z sali nabożeństw korzystały także inne wspólnoty religijne, między innymi wrocławski zbór Chrześcijan Dnia Sobotniego istniejący od 1949 r. oraz Kościół Chrystusowy zarejestrowany w latach 70./80. XX wieku.

### II wojna światowa
Podobnie jak cała okolica, podczas oblężenia Wrocławia w 1945 r., w wyniku prowadzonych działań wojennych zniszczeniu uległa znaczna część zabudowy. Powstały one między innymi podczas ostrzału artyleryjskiego z okolic Wzgórz Trzebnickich prowadzonego 4 lutego 1945 r. W ich wyniku ucierpiała znaczna część miasta w tym zniszczeniu uległa zabudowa w rejonie skrzyżowania ulicy Stanisława Worcella i gen. Kazimierza Pułaskiego. Natomiast 12 i 13 lutego 1945 r. oprócz ostrzału artyleryjskiego prowadzone było w tym rejonie także bombardowanie lotnicze, które przyczyniło się do kolejnych zniszczeń ulicy i okolicznej zabudowy. Ponadto fakt, iż Niemcy ustawili działa na podwórzu szkoły mieszczącym się pomiędzy ulicą Józefa Haukego-Bosaka a ulicą Stanisława Worcella oraz na podwórzu jednej z posesji przy ulicy Stanisława Worcella, skutkował zwiększonym ostrzałem tego fragmentu okolicy, a duże szkody zanotowano między innymi 12 lutego, 25 lutego oraz 1 i 2 kwietnia 1945 r.. Podsumowując zniszczenia z czasów II wojny światowej należy wskazać, że w gruzach legły budynki położone pod następującymi numerami: 1, 20-26, 25 oraz 32-36, a także narożna zabudowa przy ulicy Zygmunta Kraińskiego 48-52.

### Okres powojenny
Po wojnie parcele, na których znajdowały się nienadające się do użytkowania budynki, odgruzowano i przeznaczono na boiska i miejsca zabaw dla dzieci lub pozostawiono niezagospodarowane. Zachowane stare XIX wieczne domy oceniano jako nieefektowne z wyjątkiem budynków pod numerem 3 stanowiących gmachy zespołu ekonomicznych szkół zawodowych, w których na 1970 r. kształciło się około 4 800 uczniów.
W latach 2007–2009 wzdłuż ulicy gen. Kazimierza Pułaskiego, w nowej linii zabudowy, zbudowano pod numerami 44-46 budynki mieszkalne z funkcją handlowo-usługową dla TBS Puławskiego według koncepcji architektonicznej opracowanej przez pracownię Domino Grupa Architektoniczna z siedzibą w Szczecinie. W ramach tej budowy wykonano elewację wschodnią budynku przy ulicy Stanisława Worcella 33, z uwzględnieniem fasady na ruszcie konstrukcyjnym przesłaniającej część elewacji tego budynku a nawiązującej do linii zabudowy dalszej części ulicy gen. Kazimierza Pułaskiego. Budowę zrealizowano na podstawie decyzji o pozwoleniu na budowę nr 227/2006 z 20.02.2007 r. z późniejszymi zmianami.
Od maja 2012 r. do grudnia 2013 r. prowadzono pod numerem 23 budowę budynku plombowego, na podstawie decyzji o pozwoleniu na budowę nr 478/2011 z 17.03.2011 r.. W jej efekcie powstał średniowysoki budynek mieszkalny o ośmiu kondygnacjach nadziemnych, 35 mieszkaniami oraz z powierzchnią handlowo-usługową w parterze.
W latach 2019–2022 realizowano na wolnym terenie w miejscu zniszczonej zabudowy pod numerami 30 i 38 (strona północna ulicy przy skrzyżowaniu z ulicą gen. Kazimierza Pułaskiego inwestycję polegającą na budowie bloku sportowego dla położonego przy ulicy Józefa Haukego-Bosaka 33-37 Liceum Ogólnokształcącym nr XIII imienia Aleksandra Fredry  . Szkoła ta mieści się w budynku dawnej szkoły elementarnej oraz w budynku ul. Stanisława Worcella 32-36 (cofniętego względem linii zabudowy). Pomiędzy starą zabudową szkoły a nowym budynkiem przewidziano budowę nadziemnego łącznika. Inwestora reprezentował Zarząd Inwestycji Miejskich  , projekt został opracowany w pracowni arch_it architektura+design, a generalnym wykonawcą była firma HARAS. Kwota kontraktu wynosiła ponad 20,4 mln złotych . Budowę zrealizowano na podstawie decyzji o pozwoleniu na budowę nr 3654/2016 z 21.07.2016 r..
Przedwojenna numeracja posesji położonych przy ulicy, w szczególności w zakresie zachowanych budynków, pozostała niezmieniona.

## Nazwy
W swojej historii ulica nosiła następujące nazwy:
- Droga Rajska, przed 1741 r. (przed włączeniem obszaru do miasta)[4]
- Paradiesstrasse (ulica Rajska), do 1945 r.[4][45]
- Rajska, 1945 r., nazwa potoczna, nieoficjalna, dawna tzw. droga rajska[45]
- Stanisława Worcella, od 1945 r.[4][45][46][47].

Niemiecka nazwa ulicy – Paradiesstrasse (ulica Rajska) – pochodziła od wcześniejszej nazwy drogi istniejącej przed włączeniem tego obszaru do miasta – Droga Rajska. Źródło nazwy tej drogi jest nieznane. Współczesna nazwa ulicy została nadana przez Zarząd Wrocławia i ogłoszona w okólniku nr 97 z 31.12.1945 r.. Upamiętnia ona Stanisława Worcella, urodzonego w 26.03.1799 r. w Stepaniu na Wołyniu, zmarłego w 3.02.1857 r. w Londynie, lewicowego działacza politycznego i publicysty, uczestnika powstania listopadowego, po którym udał się na emigrację do Francji, Belgii i Wielkiej Brytanii.
Na marginesie można także wspomnieć w nawiązaniu do powyższej historii nazewnictwa tej drogi i ulicy, że współcześnie nazwę ulicy Rajskiej nosi od 1946 r. zupełnie inna ulica położona na osiedlu Złotniki – ulica Rajska.

## Układ drogowy
Ulica łączy się z następującymi drogami publicznymi, kołowymi oraz innymi drogami (przy czym przebieg podano zgodnie z kierunkiem jazdy, jako że ulica na całej długości jest drogą jednokierunkową):
| powiązanie   | droga                                 | nr drogi | foto | opis                    |
| ------------ | ------------------------------------- | -------- | ---- | ----------------------- |
| skrzyżowanie | ulica Zygmunta Krasińskiego lokalna   | 105778D  |      | na wprost i dół zdjęcia |
| skrzyżowanie | ul. gen. Kazimierza Pułaskiego główna | 105848D  |      | w lewo i w prawo        |

Proponuje się także powiązanie piesze lub pieszo-rowerowe do ulicy Komuny Paryskiej przez przejazd bramowy budynku przy ulicy Stanisława Worcella 23 do luki w północnej pierzei zabudowy przy ulicy Komuny Paryskiej 30 i dalej z kontynuacją do ulicy gen. Karola Kniaziewicza.

## Droga

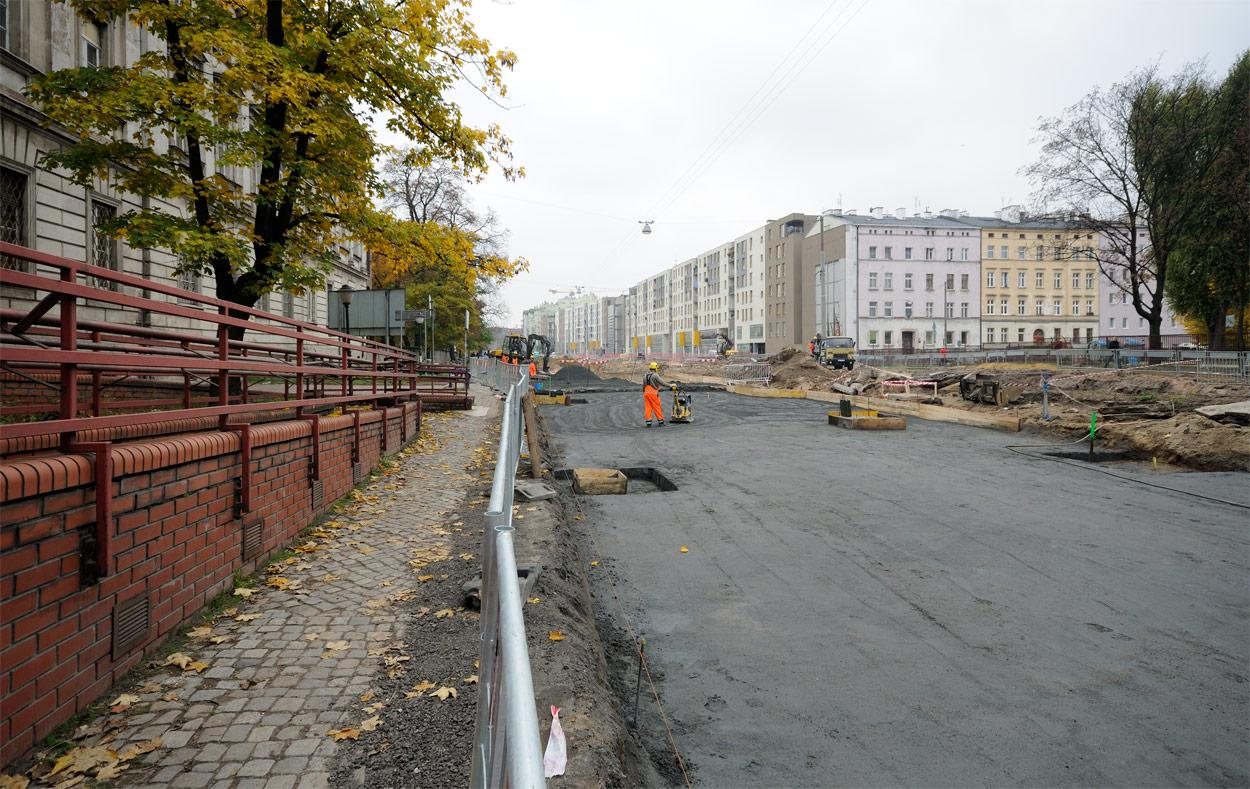
Przebudowa ul. K. Pułaskiego, w tle skrzyżowanie z ul. St. Worcella

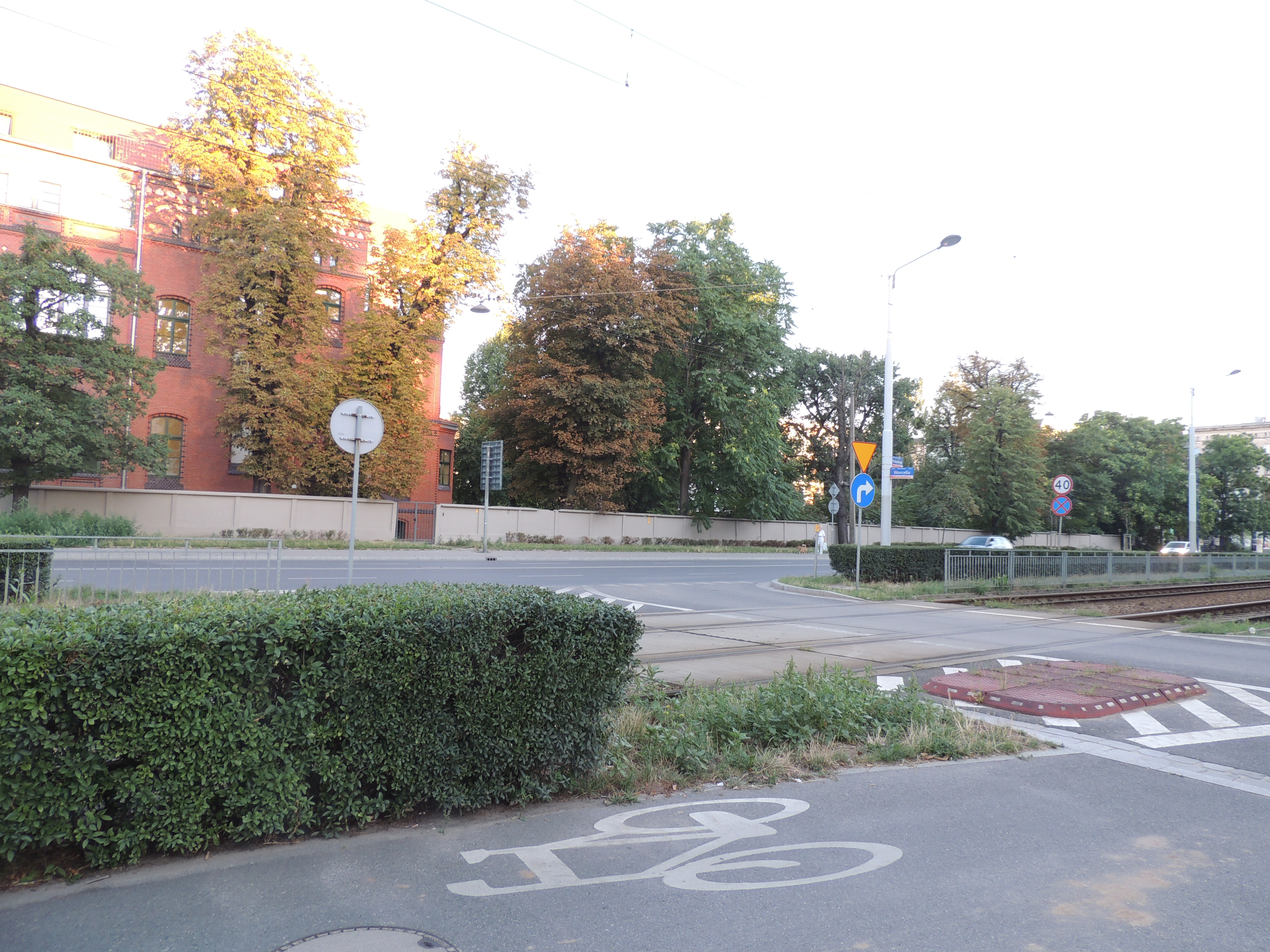
Skrzyżowanie z ul. gen. K. Pułaskiego

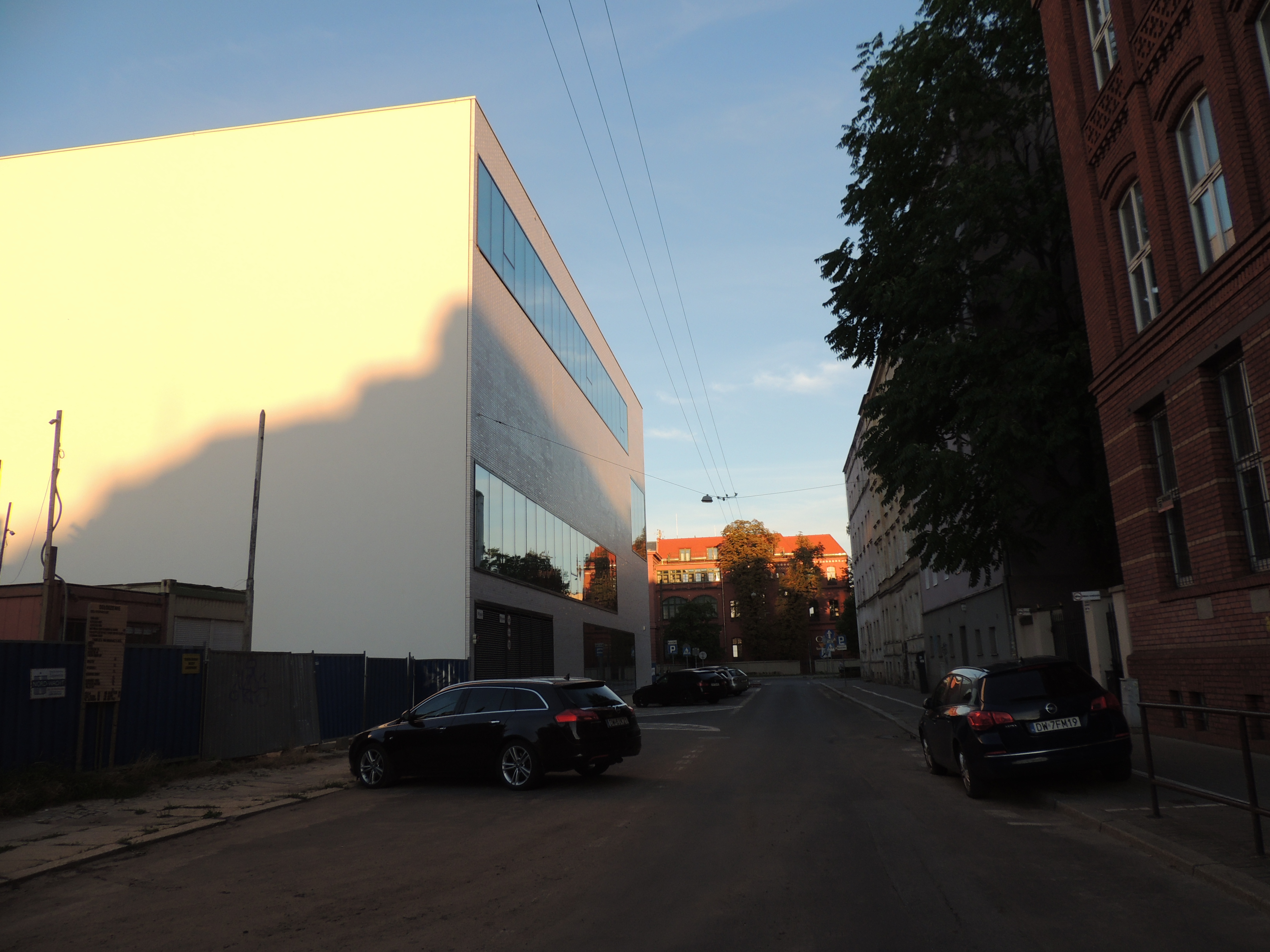
Odcinek końcowy, po lewej budynek sportowy LO XIII

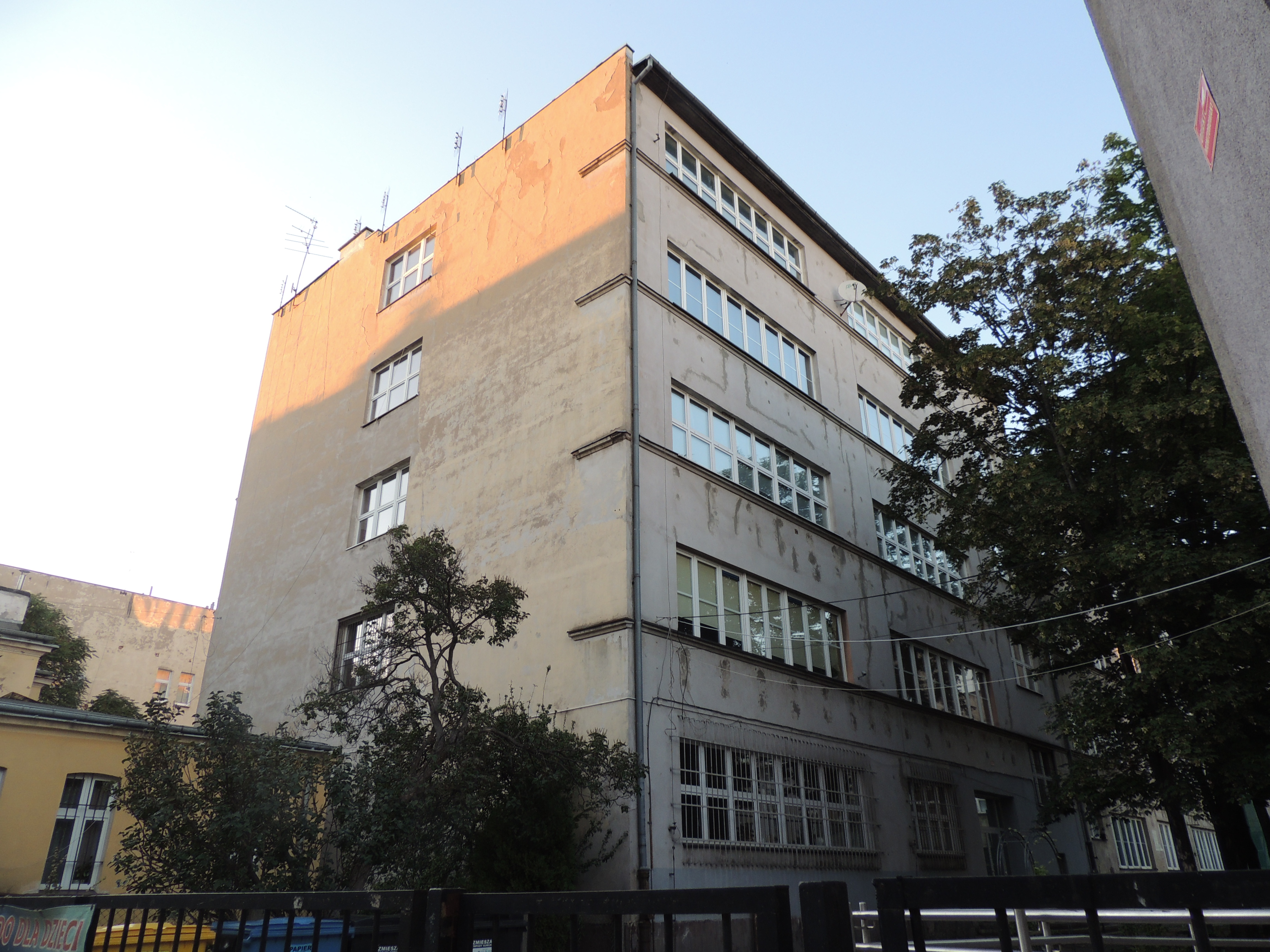
Skrzydło budynku ZSTiE

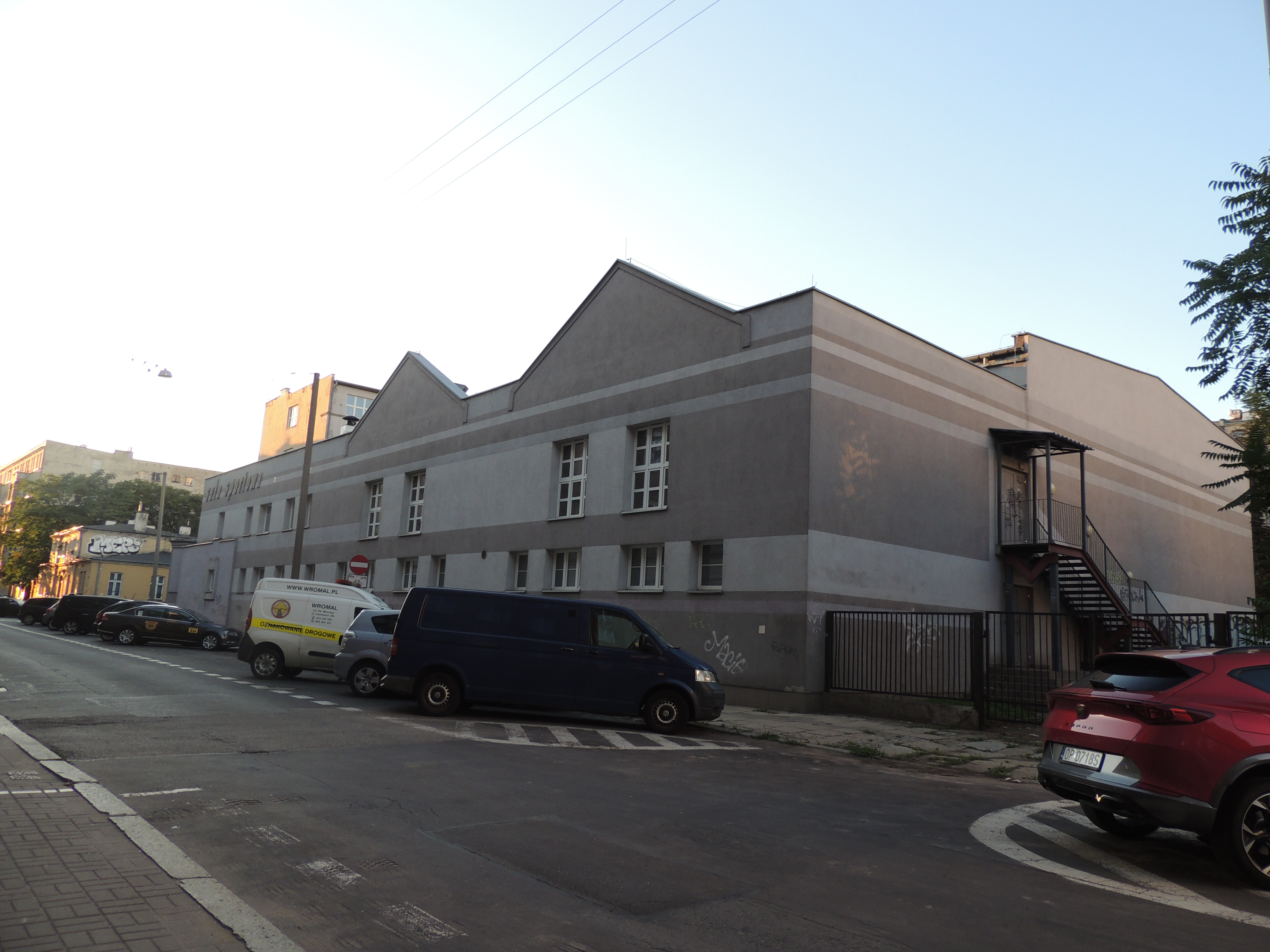
Nr 20-26 (budynek sportowy)

Ulica Stanisława Worcella przebiega przez osiedle Przedmieście Oławskie w dawnej dzielnicy Krzyki. Jest drogą publiczną, której przypisano kategorię drogową jako gminną (numer drogi: 105748D, numer ewidencyjny drogi: G1057480264011), klasy dojazdowej. Ulica ma 383 m długości, a szerokość w liniach rozgraniczających jest zmienna i wynosi od 15 m do 16 m. Położona jest na działce ewidencyjnej o powierzchni 5 669 m² (5 717 m²). Teren, przez który przebiega, leży na wysokości bezwzględnej od około 117,9 do 118,6 m n.p.m.. Łączy ulicę Zygmunta Krasińskiego z ulicą gen. Kazimierza Pułaskiego, przy czym jest ulicą jednokierunkową z możliwością jazdy we wskazanym tu kierunku od zachodu na wschód. W całości objęta jest strefą ograniczenia prędkości do 30 km/h z wyłączeniem samych skrzyżowań z głównymi przecznicami. Pojedyncza jezdnia ulicy posiada nawierzchnię z masy bitumicznej, z wyłączeniem przejazdu przez torowisko tramwajowe, gdzie wykonano nawierzchnię betonową. Przy ulicy wykonane są obustronna chodniki. Ulicą nie przebiegają żadne linie w ramach wrocławskiej komunikacji miejskiej. Trasy komunikacyjne wyznaczono ulicami, z którymi ulica Stanisława Worcella się łączy: komunikacja autobusowa prowadzona jest ulicą Zygmunta Krasińskiego, a komunikacja tramwajowa ulicą gen. Kazimierza Pułaskiego . Wzdłuż ulicy wyznaczono kontraruch dla rowerów, a droga ta łączy się z drogami rowerowymi zbudowanymi wzdłuż ulicy Zygmunta Krasińskiego oraz gen. Kazimierza Pułaskiego.

## Układ urbanistyczny
Ulica Stanisława Worcella przebiega przez obszar zabudowy śródmiejskiej, w strefie centralnej, gęsto wypełniony tkanką miejską, charakteryzującej się przemieszaniem zabudowy o podstawowej funkcji mieszkaniowej z zabudową także o innym przeznaczeniu, przede wszystkim zabudową mieszkalno-usługową.
Obszar zabudowy przez który przebiega ulica Stanisława Worcella uznawany jest za teren o zdefiniowanym układzie kompozycyjnym, z liniowymi i kwartałowymi elementami go tworzącymi. W układzie urbanistycznym dominuje ukształtowanie bloków urbanistycznych w postaci kwartałów zabudowy, w ramach których umiejscowiono funkcje reprezentacyjne na zewnątrz kwartału, a funkcje użytkowe do wewnątrz. Dominuje tu pierzejowa, zwarta zabudowa wzdłuż ulic, ale z występującymi zaburzeniami w postaci luk w zabudowie. Wskazuje się ponadto na gęstą sieć uliczną i linii transportu publicznego . Ulica przebiega przez obszar zabudowy średniowysokiej do 25 m, przy czym w ramach tej strefy wyznaczono tu śródmiejski obszar podwyższenia wysokości zabudowy.

## Zabudowa i zagospodarowanie
Przy ulicy przeważa zabudowa pierzejowa budynków mieszkalnych i mieszkalno-usługowych, w tym kamienic, o wysokości od czterech do ośmiu kondygnacji nadziemnych, z wyjątkiem budynku dawnej fabryki olejów pod numerem 18 o dwóch kondygnacjach nadziemnych, budynku sportowego i kaplicy. Budynki ujęte w gminnej ewidencji zabytków wymieniono w tabelarycznym zestawianiu zawartym w rozdziale "Ochrona i zabytki". Pozostała zabudowa przy ulicy obejmuje:
- budynek mieszkalno-usługowy przy ulicy Stanisława Worcella 1, oraz przy ulicy Zygmunta Krasińskiego 48-52 (siedem kondygnacji nadziemnych)[85][86]
- budynek mieszkalno-usługowy przy ulicy Stanisława Worcella 23 (osiem kondygnacji nadziemnych, powierzchnia mieszkalna około 1 500 m² w 35 lokalach mieszkalnych, powierzchnia handlowo-usługowa około 100  m²)[33][34]
- budynek przy ulicy Stanisława Worcella 20-26[87]: budynek sportowy (dwie kondygnacje nadziemne)[88]
- budynek mieszkalny przy ulicy Stanisława Worcella 29 (o pięciu kondygnacjach nadziemnych)[89][90]
- budynek mieszkalny przy ulicy Stanisława Worcella 31 (o czterech kondygnacjach nadziemnych)[91][92]
- budynek mieszkalny przy ulicy Stanisława Worcella 33 (o czterech kondygnacjach nadziemnych)[31][93]
- budynek bloku sportowego dla Liceum Ogólnokształcącym nr XIII (sześć kondygnacji nadziemnych, jedna podziemna, powierzchnia użytkowa 3 040 m2, 21 miejsc postojowych)[36] [37] [39][40].

Placówki oświaty i użyteczności publicznej:
- ulica Stanisława Worcella 3[94]: Zespół Szkół Ekonomiczno-Administracyjnych[20][95]
- ulica Stanisława Worcella 25-27[96]: Dolnośląska Biblioteka Pedagogiczna we Wrocławiu[97][98].

## Ochrona i zabytki
Ulica przebiega na terenie Przedmieścia Oławskiego wpisanego jako obszar do rejestru zabytków dnia 20.06.2005 r. decyzją o wpisie nr 538/A/05. W ramach wskazanego obszaru ochronie podlega przede wszystkim układ przestrzenny kształtowany od XIII do XIX wieku.
Przy ulicy i w najbliższym sąsiedztwie znajdują się następujące zabytki ujęte w gminnej ewidencji zabytków (według stanu na kwiecień 2022 r.):
|  | Zobacz multimedia związane z tematem: Skwer Zygmunta Krasińskiego |

|  | Zobacz multimedia związane z tematem: Ul. Stanisława Worcella 18 |

|  | Zobacz multimedia związane z tematem: Kaplica Kościoła Ewangelicko-Metodystycznego |

|  | Zobacz multimedia związane z tematem: Ul. Stanisława Worcella 3 |

|  | Zobacz multimedia związane z tematem: Ul. Stanisława Worcella 5 |

|  | Zobacz multimedia związane z tematem: Ul. Stanisława Worcella 5a |

|  | Zobacz multimedia związane z tematem: Ul. Stanisława Worcella 7 |

|  | Zobacz multimedia związane z tematem: Ul. Stanisława Worcella 11 |

|  | Zobacz multimedia związane z tematem: Ul. Stanisława Worcella 19 |

|  | Zobacz multimedia związane z tematem: Ul. Stanisława Worcella 25-27 |

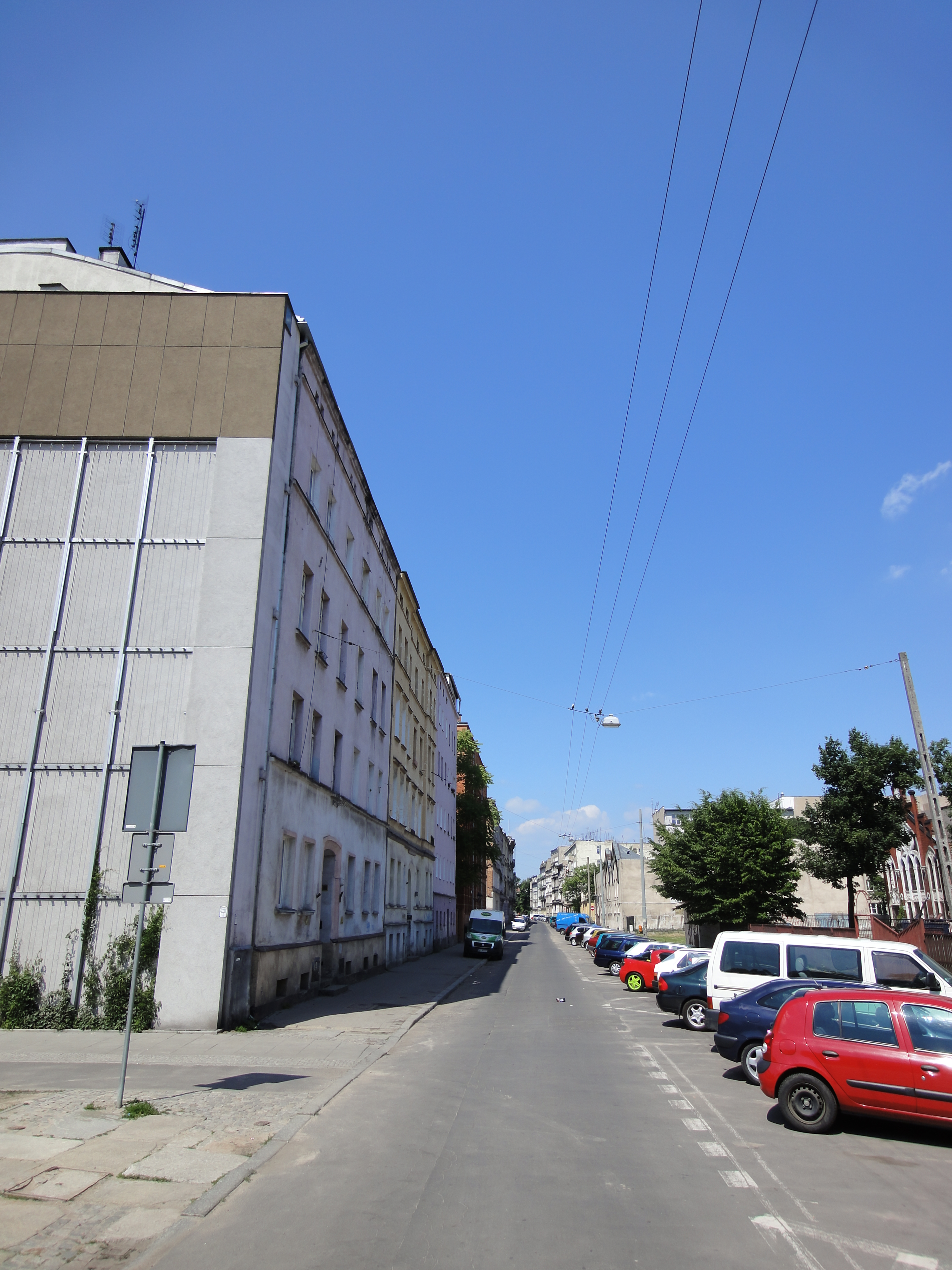
Po lewej nr 33, 31 i 29

Ponadto ochroną konserwatorską w miejscowym planie zagospodarowania przestrzennego ujęto kamienice nie wymienione w gminnej ewidencji zabytków położone pod numerami 29, 31 i 33, a ochronie podlegają: pokrycie i forma dachu budynków, elewacje z detalami architektonicznymi budynków od strony ulic oraz zabytkowe elementy wystroju wnętrz.

## Baza TERYT
Dane Głównego Urzędu Statystycznego z bazy TERYT, spis ulic (ULIC):
- województwo: DOLNOŚLĄSKIE (02)
- powiat: Wrocław (0264)
- gmina/dzielnica/delegatura: Wrocław (0264011) gmina miejska; Wrocław-Krzyki (0264039) delegatura
- Miejscowość podstawowa: Wrocław (0986283) miasto; Wrocław-Krzyki (0986544) delegatura
- kategoria/rodzaj: ulica
- Nazwa ulicy: ul. Stanisława Worcella (24742)[44][173].